# 慕容度
慕容度（?—?），昌黎棘城（今辽宁省义县西北）人，前燕宗室，封乐浪王。
354年，前燕皇帝慕容儁封抚军将军慕容军为襄阳王，左将军慕容彭为武昌王。命卫将军慕容恪为大司马、侍中、大都督、录尚书事，封为太原王。命镇南将军慕容评为司徒、骠骑将军，封为上庸王。封安东将军慕容霸为吴王，左贤王慕容友为范阳王，散骑常侍慕容厲为下邳王，散骑常侍慕容宜为庐江王，宁北将军慕容度为乐浪王。